# Qualificazioni al campionato mondiale di calcio 2010 - CAF - Seconda fase, gruppo 2

## Classifica
| Squadra  | P.ti | G | V | N | P | GF | GS | DR |
| -------- | ---- | - | - | - | - | -- | -- | -- |
| Guinea   | 11   | 6 | 3 | 2 | 1 | 9  | 5  | +4 |
| Kenya    | 10   | 6 | 3 | 1 | 2 | 8  | 5  | +3 |
| Zimbabwe | 6    | 6 | 1 | 3 | 2 | 4  | 6  | -2 |
| Namibia  | 6    | 6 | 2 | 0 | 4 | 7  | 12 | -5 |

- Guinea e  Kenya qualificate alla fase finale.

## Risultati

### Primo turno
| Conakry 1º giugno 2008, ore 17:00 | Guinea          | 0 – 0 referto | Zimbabwe | Stade du 28 septembre (12.000 spett.)\| Arbitro: \| Djamel Haimoudi \| |
| Arbitro:                          | Djamel Haimoudi |               |          |                                                                        |

| Arbitro: | Muhmed Ssegonga |

|                        |           |             |
| Risser 14’ Khaiseb 89’ | Marcatori | 40’ Makacha |

### Secondo turno
| Arbitro: | Lambert Eyene |

|               |           |  |
| Oliech 3’ 50’ | Marcatori |  |

| Arbitro: | Verson Lwanja |

|                       |           |  |
| Mushangazhike 26’ 85’ | Marcatori |  |

### Terzo turno
| Arbitro: | Emmanuel Imiere |

|            |           |                            |
| Bester 41’ | Marcatori | 15’ Bangoura 45’ Feindouno |

| Arbitro: | Badara Diatta |

|                       |           |  |
| Mariga 13’ Oliech 85’ | Marcatori |  |

### Quarto turno
| Arbitro: | Herminio Monteiro Lopes |

|                                    |           |  |
| Feindouno 32’ Bangoura 36’ 54’ 58’ | Marcatori |  |

| Harare 20 giugno 2008, ore 15:00 | Zimbabwe   | 0 – 0 referto | Kenya | Rufaro Stadium (23.000 spett.)\| Arbitro: \| Alex Kotey \| |
| Arbitro:                         | Alex Kotey |               |       |                                                            |

### Quinto turno
| Harare 7 settembre 2008, ore 15:00 | Zimbabwe     | 0 – 0 referto | Guinea | Rufaro Stadium (23.000 spett.)\| Arbitro: \| Divine Evehe \| |
| Arbitro:                           | Divine Evehe |               |        |                                                              |

| Arbitro: | Jean-Marie Hicuburundi |

|                  |           |  |
| Jamal 44’ (rig.) | Marcatori |  |

### Sesto turno
| Arbitro: | Eddy Maillet |

|                                  |           |                     |
| Bangoura 31’ Bah 51’ Zayatte 80’ | Marcatori | 70’ Ouma 93’ Oliech |

| Arbitro: | Koman Coulibaly |

|                                        |           |                           |
| Risser 18’ 53’ Bester 30’ Shipanga 43’ | Marcatori | 58’ Nyandoro 85’ Malajila |